# Саша Хорват
Саша Хорват (нім. Sascha Horvath, нар. 22 серпня 1996, Відень) — австрійський футболіст, півзахисник клубу «Динамо» (Дрезден).

## Клубна кар'єра
Народився 22 серпня 1996 року в місті Відень. Хорват почав свою футбольну кар'єру в дитячій команді «Швехат». У 2005 році він перейшов в юнацьку команду віденської «Аустрії». 2 березня 2012 року Саша дебютував за другу команду віденського клубу, яка виступала у Регіональній лізі. Також Саша був капітаном своєї команди до 19 років в іграх Юнацької ліги УЕФА 2013/14. У зустрічі з юнацькою командою петербурзького «Зеніту» він відзначився забитим голом і результативною передачею.

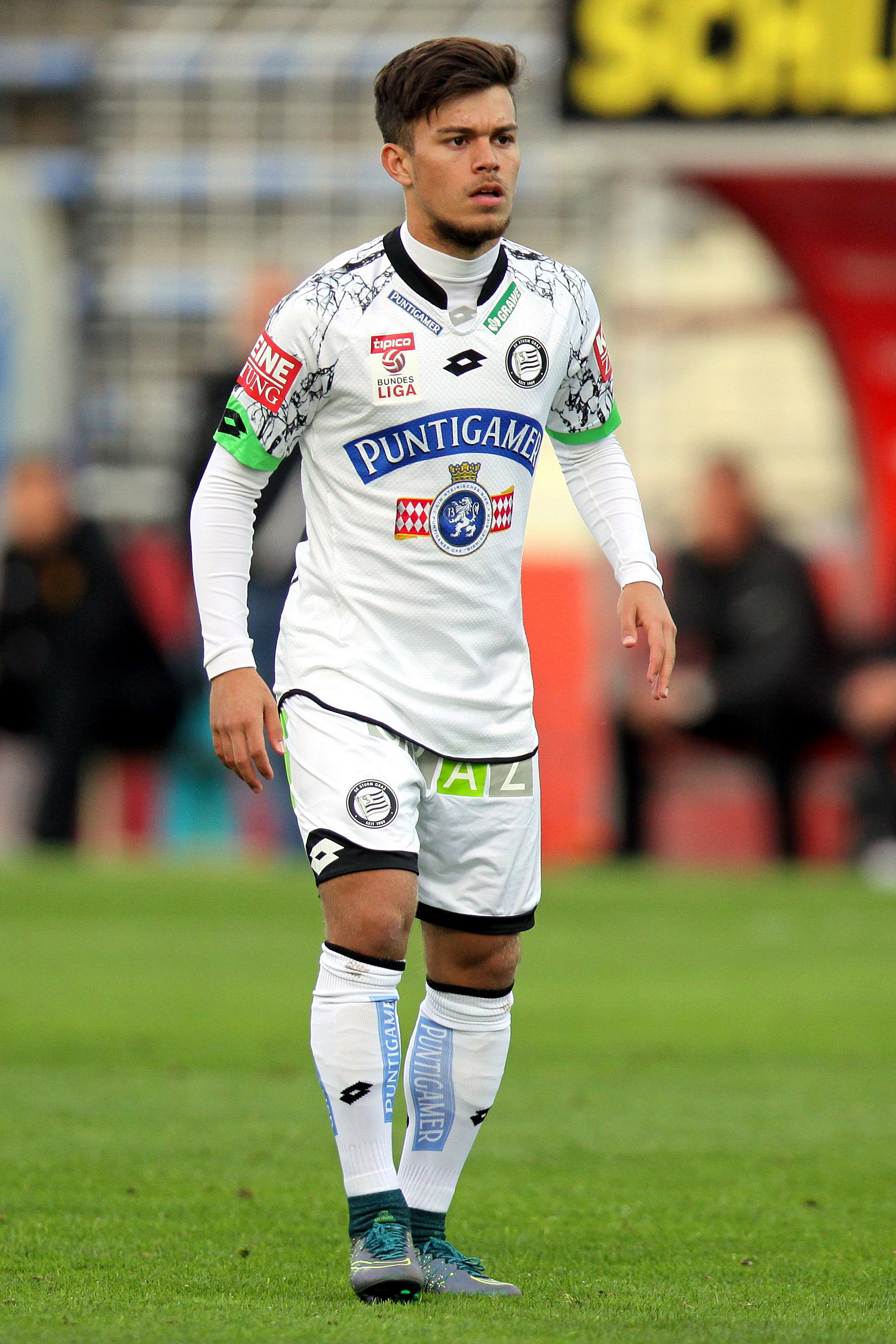
Саша Хорват у складі «Штурма» (Грац). 2015 рік.

3 листопада 2013 року півзахисник дебютував за основну команду «Аустрії», вийшовши на заміну в кінцівці зустрічі з «Вінер-Нойштадтом». До кінця сезону 2013/14 Хорват взяв участь у 12 іграх Бундесліги.
У наступному сезоні втратив місце в старті і 3 червня 2015 року на правах вільного агента перейшов в «Штурм» (Грац). 25 липня півзахисник дебютував у новому клубі, а 19 вересня відзначився першим забитим м'ячем у матчі зі своєю колишньою командою, «Аустрією». Всього провів у команді два роки своєї кар'єри гравця. Більшість часу, проведеного у складі «Штурма», був основним гравцем команди.
В травні 2017 року перейшов до клубу другої німецької Бундесліги «Динамо» (Дрезден), але і тут основним гравцем не став, тому у лютому 2019 року був відданий в оренду на батьківщину в клуб «Ваккер» (Інсбрук) і до кінця сезону відіграв за інсбруцьку команду 14 матчів в національному чемпіонаті, але не зумів її врятувати від вильоту з вищого дивізіону.

## Виступи за збірні
2011 року дебютував у складі юнацької збірної Австрії, взяв участь у 41 іграх на юнацькому рівні, відзначившись 8 забитими голами. З командою до 17 років брав участь у юнацькому чемпіонаті Європи 2013 року у Словенії. На турнірі півзахисник був ключовою фігурою команди і відіграв усі 3 матчі без замін. За підсумками чемпіонату юнацька збірна Австрії стала третьою у групі і не вийшла в плей-оф, втім отримала право зіграти того ж року на юнацькому чемпіонаті світу в ОАЕ. Там Саша взяв участь у трьох матчах групового етапу, забивши один м'яч у ворота однолітків з Канади, втім австрійцям знову не вдалося вийти в плей-оф.
З 2015 по 2019 рік залучався до матчів молодіжної збірної Австрії, у її складі поїхав на молодіжний чемпіонат Європи 2019 року в Італії. У першому матчі в групі проти Сербії він відзначився голом на 78-й хвилині і його команда перемогла 2:0. Втім і цього разу його команді не вдалось подолати груповий етап. Всього на молодіжному рівні зіграв у 22 офіційних матчах, забив 3 голи.

## Статистика виступів

### Статистика клубних виступів
| Сезон                        | Команда                      | Чемпіонат                    | Чемпіонат | Чемпіонат | Національний кубок | Національний кубок | Національний кубок | Континентальні кубки | Континентальні кубки | Континентальні кубки | Інші змагання | Інші змагання | Інші змагання | Усього | Усього | Усього |
| Сезон                        | Команда                      | Ліга                         | Ігор      | Голів     | Ліга               | Ігор               | Голів              | Ліга                 | Ігор                 | Голів                | Ліга          | Ігор          | Голів         | Ігор   | Голів  |        |
| ---------------------------- | ---------------------------- | ---------------------------- | --------- | --------- | ------------------ | ------------------ | ------------------ | -------------------- | -------------------- | -------------------- | ------------- | ------------- | ------------- | ------ | ------ | ------ |
| 2013–14                      | «Аустрія» (Відень)           | БЛ                           | 12        | 0         | КА                 | -                  | -                  | ЛЧ                   | -                    | -                    | -             | -             | -             | 12     | 0      |        |
| 2014–15                      | «Аустрія» (Відень)           | БЛ                           | 2         | 0         | КА                 | -                  | -                  | -                    | -                    | -                    | -             | -             | -             | 2      | 0      |        |
| Усього за «Аустрію» (Відень) | Усього за «Аустрію» (Відень) | Усього за «Аустрію» (Відень) | 14        | 0         |                    | -                  | -                  |                      | -                    | -                    |               | -             | -             | 14     | 0      |        |
| 2015–16                      | «Штурм» (Грац)               | БЛ                           | 25        | 4         | КА                 | 2                  | 0                  | ЛЄ                   | 1                    | 0                    | -             | -             | -             | 28     | 4      |        |
| 2016–17                      | «Штурм» (Грац)               | БЛ                           | 22        | 0         | КА                 | 1                  | 0                  | -                    | -                    | -                    | -             | -             | -             | 23     | 0      |        |
| Усього за «Штурм» (Грац)     | Усього за «Штурм» (Грац)     | Усього за «Штурм» (Грац)     | 47        | 4         |                    | 3                  | 0                  |                      | 1                    | 0                    |               | -             | -             | 51     | 4      |        |
| 2017–18                      | «Динамо» (Дрезден)           | 2БЛ                          | 4         | 1         | КН                 | 1                  | 0                  | -                    | -                    | -                    | -             | -             | -             | 5      | 1      |        |
| Усього за кар'єру            | Усього за кар'єру            | Усього за кар'єру            | 65        | 5         |                    | 4                  | 0                  |                      | 1                    | 0                    |               | -             | -             | 70     | 5      |        |